# Mallada nesophilus
Mallada nesophilus is een insect uit de familie van de gaasvliegen (Chrysopidae), die tot de orde netvleugeligen (Neuroptera) behoort. 
Mallada nesophilus is voor het eerst wetenschappelijk beschreven door Navás in 1920.